# Glion
Glion est un village faisant partie de la commune de Montreux, dans le canton de Vaud en Suisse.

## Géographie
Le village est situé sur une colline, entre le centre de Montreux et le village de Caux.

## Population

### Gentilé
Les habitants de la localité se nomment les Glionnais.

## Histoire
Glion est un lieu informel de rencontre entre émissaires américains et nord-coréens.

## Écoles
Glion héberge l'institut de hautes études de Glion depuis 1962.

## Monuments
Au milieu du village, on trouve une fontaine en mémoire de Alberto Santos-Dumont.

## Personnalités
Henri Nestlé y a passé les dernières années de sa vie, ainsi que Rainer Maria Rilke, qui décède au Sanatorium de Valmont.

Vue aérienne (1948)